# Norwegischer Fußballpokal der Männer 1928
Der norwegische Fußballpokal 1928 (kurz auch NM-Cup 1928 genannt) war die 27. Austragung des Fußballpokalwettbewerbs der Männer. Pokalsieger wurde Titelverteidiger FK Ørn. Das Team setzte sich im Finale gegen Lyn Oslo durch.

## 1. Runde
| Datum      |                       | Ergebnis  |                        |
| ---------- | --------------------- | --------- | ---------------------- |
| 05.08.1928 | Agnes IL              | 1:2       | Odds BK                |
|            | BSK 1914 Oslo         | 1:2       | Stabæk IF              |
|            | Bangsund IL           | 2:0       | Strinda IL             |
|            | IL Bergmann           | 0:4       | SK Rapp                |
|            | IL Blink              | 0:4       | SK Brage               |
|            | Brann Bergen          | 8:0       | Ny-Solheim IL          |
|            | IL Brodd              | 4:0       | Egersunds IK           |
|            | FK Donn               | 3:2       | IK Grane Arendal       |
|            | Eidsvold IF           | 04:2 1    | Hof IL                 |
|            | Eiker SBK             | 8:0       | Fossekallen IL         |
|            | SK Falk Horten        | 7:1       | IF Gråbein             |
|            | Fram IL Brumunddal    | 6:2       | Lillehammer BK         |
|            | Fram Larvik           | 4:1       | Nanset IF              |
|            | Fredrikstad FK        | 2:1       | Ski IL                 |
|            | SK Freidig            | 1:3       | SK Nationalkameratene  |
|            | IF Fremad Filtvedt    | 2:8       | Kvik Halden FK         |
|            | FK Fremad Lillehammer | 3:0       | Bøn FK                 |
|            | Frigg Oslo FK         | 13:10     | Ekeberg SK             |
|            | Geithus IL            | 1:5       | FK Ørn                 |
|            | FK Lyn                | 4:2       | IF Birkebeineren       |
|            | Grue IL               | 4:0       | Årnes IL               |
|            | Hamar IL              | 6:0       | Tynset IF              |
|            | SK Hardy              | 2:8       | Viking Stavanger       |
|            | Hasle FK              | 5:5 n. V. | SK Strong              |
|            | Holmestrand IF        | 2:4       | Østsiden FK            |
|            | Jevnaker IF           | 6:2       | SK Kampørn             |
|            | Kapp IF               | 1:2       | SK Gjøa                |
|            | Kongsberg IF          | 2:5       | Drammens BK            |
|            | Kristiansund FK       | 2:3 n. V. | SK Rollon              |
|            | FK Kvik Trondheim     | 9:2       | Steinkjer FK           |
|            | Lillestrøm SK         | 7:0       | Haga IF                |
|            | IF Liv                | 0:4       | SBK Drafn              |
|            | Minde IL              | 6:1       | Årstad IL              |
|            | Mjøndalen IF          | 12:10     | SK Snøgg               |
|            | Moss FK               | w. o.     | Drøbak IF              |
|            | Nordstrand IF         | 01:14     | Lisleby FK             |
|            | IF Pors               | 0:4       | Larvik Turn            |
|            | Ranheim IL            | 2:4       | Neset FK               |
|            | Raufoss IL            | 4:1       | Hadelands Kvik         |
|            | Roy IL                | 1:7       | Selbak TIF             |
|            | Sandefjord BK         | 5:0       | Kragerø IF             |
|            | Sarpsborg FK          | 14:10     | Kråkstad IL            |
|            | SBK Skiold            | 2:1       | IF Tønsberg-Kameratene |
|            | Skotfoss TIF          | 2:3       | Ulefoss SF             |
|            | Stavanger IF          | 3:2       | FK Mandalskameratene   |
|            | Stord IL              | 1:3       | SK Vard Haugesund      |
|            | Strømmen IF           | 1:2       | SFK Lyn Oslo           |
|            | IL Sverre             | 7:0       | Namsos IL              |
|            | IL Tell               | 1:2       | Vikersund IF           |
|            | Torp IF               | 4:0       | Lillestrøm-Kameratene  |
|            | SFK Trygg Oslo        | 6:2       | FK Norrøna             |
|            | SK Ulf                | 3:1       | Flekkefjord FK         |
|            | Urædd FK              | 6:2       | Rjukan IL              |
|            | Verdal IL             | 3:2       | Harran IL              |
|            | FK Vigør              | 2:3       | Start Kristiansand     |
|            | FBK Voss              | 1:4       | SK Djerv               |
|            | Vålerenga Oslo        | 8:1       | Jessheim TIF           |
|            | Aalesunds FK          | 10:10     | IL Braatt              |
|            | Strømsgodset IF       | Freilos   |                        |
|            | Storms BK             | Freilos   |                        |

### Wiederholungsspiel
| Datum      |           | Ergebnis |          |
| ---------- | --------- | -------- | -------- |
| 12.08.1928 | SK Strong | 8:2      | Hasle FK |

## 2. Runde
Fünf Vereine erhielten ein Freilos: Aalesunds FK, SK Djerv, Fredrikstad FK, Fram Larvik und Lisleby FK.
| Datum      |                       | Ergebnis |                    |
| ---------- | --------------------- | -------- | ------------------ |
| 12.08.1928 | SK Brage              | 2:0      | Neset FK           |
|            | Brann Bergen          | 3:1      | SFK Trygg Oslo     |
|            | FK Donn               | 1:5      | Start Kristiansand |
|            | SBK Drafn             | 2:0      | Jevnaker IF        |
|            | Drammens BK           | 3:0      | Raufoss IL         |
|            | FK Fremad Lillehammer | 5:1      | Vålerenga Oslo     |
|            | FK Lyn                | 5:0      | Grue IL            |
|            | Hamar IL              | 0:1      | Frigg Oslo FK      |
|            | Kvik Halden FK        | 3:2      | Lillestrøm SK      |
|            | Larvik Turn           | 7:2      | Eiker SBK          |
|            | SFK Lyn Oslo          | 4:0      | Fram IL Brumunddal |
|            | SK Nationalkameratene | 10:10    | Bangsund IL        |
|            | Odds BK               | 3:0      | Ulefoss SF         |
|            | SK Rapp               | 1:2      | FK Kvik Trondheim  |
|            | SK Rollon             | 0:2      | Strømsgodset IF    |
|            | Sandefjord BK         | 1:0      | Storms BK          |
|            | Selbak TIF            | 3:1      | Mjøndalen IF       |
|            | Stabæk IF             | 0:8      | Sandefjord BK      |
|            | IL Sverre             | 7:0      | Verdal IL          |
|            | SK Ulf                | 0:5      | Stavanger IF       |
|            | Urædd FK              | 4:0      | SK Falk Horten     |
|            | SK Vard Haugesund     | 2:1      | Minde IL           |
|            | Vikersund IF          | 2:3      | SBK Skiold         |
|            | Viking Stavanger      | 1:0      | IL Brodd           |
|            | FK Ørn                | 8:1      | Torp IF            |
|            | Østsiden FK           | 3:2      | Moss FK            |
| 19.08.1928 | SK Strong             | 2:1      | SK Gjøa            |

## 3. Runde
| Datum      |                    | Ergebnis |                       |
| ---------- | ------------------ | -------- | --------------------- |
| 26.08.1928 | Aalesunds FK       | 2:1      | SK Nationalkameratene |
|            | SK Djerv           | 1:4      | SBK Drafn             |
|            | Fredrikstad FK     | 11:00    | SK Strong             |
|            | Frigg Oslo FK      | 2:4      | Brann Bergen          |
|            | FK Kvik Trondheim  | 2:5      | SFK Lyn Oslo          |
|            | Larvik Turn        | 2:0      | Sandefjord BK         |
|            | Lisleby FK         | 2:1      | Selbak TIF            |
|            | FK Lyn             | 0:6      | FK Ørn                |
|            | Odds BK            | 4:1      | Drammens BK           |
|            | Sarpsborg FK       | 3:2      | Østsiden FK           |
|            | SBK Skiold         | 2:3      | Kvik Halden FK        |
|            | Start Kristiansand | 0:5      | Fram Larvik           |
|            | Stavanger IF       | 2:3      | Urædd FK              |
|            | Strømsgodset IF    | 1:0      | FK Fremad Lillehammer |
|            | IL Sverre          | 1:2      | SK Brage              |
|            | SK Vard Haugesund  | 0:6      | Viking Stavanger      |

## 4. Runde
| Datum      |                  | Ergebnis |                 |
| ---------- | ---------------- | -------- | --------------- |
| 02.09.1928 | Brann Bergen     | 4:0      | Aalesunds FK    |
|            | SK Brage         | 2:4      | Sarpsborg FK    |
|            | SBK Drafn        | 2:1      | Larvik Turn     |
|            | Urædd FK         | 3:1      | Fram Larvik     |
|            | Viking Stavanger | 1:2      | Fredrikstad FK  |
|            | Kvik Halden FK   | 5:3      | Lisleby FK      |
|            | FK Ørn           | 3:0      | Strømsgodset IF |
| 09.09.1928 | Odds BK          | 01:2 1   | SFK Lyn Oslo    |

## Viertelfinale
| Datum      |                | Ergebnis  |              |
| ---------- | -------------- | --------- | ------------ |
| 16.09.1928 | Brann Bergen   | 1:1 n. V. | Sarpsborg FK |
|            | FK Ørn         | 2:1       | SBK Drafn    |
|            | Fredrikstad FK | 3:1       | Urædd FK     |
|            | Kvik Halden FK | 0:1       | SFK Lyn Oslo |

### Wiederholungsspiel
| Datum      |              | Ergebnis |              |
| ---------- | ------------ | -------- | ------------ |
| 23.09.1928 | Sarpsborg FK | 2:1      | Brann Bergen |

## Halbfinale
| Datum      |              | Ergebnis  |                |
| ---------- | ------------ | --------- | -------------- |
| 30.09.1928 | SFK Lyn Oslo | 4:1       | Fredrikstad FK |
|            | Sarpsborg FK | 1:1 n. V. | FK Ørn         |

### Wiederholungsspiel
| Datum      |        | Ergebnis  |              |
| ---------- | ------ | --------- | ------------ |
| 07.10.1928 | FK Ørn | 4:3 n. V. | Sarpsborg FK |

## Finale
| FK Ørn                                      | FK Ørn | SFK Lyn Oslo | SFK Lyn Oslo |
| ------------------------------------------- | --- | --- | ------------ |
| FK Ørn                                      | \| Finale \| \| 14. Oktober 1928 in Halden (Halden-Stadion) \| \| Ergebnis: 2:1 (1:1) \| \| Zuschauer: 6.717 \| \| Schiedsrichter: Paulus Nilsen \| \| Spielbericht \|                   | \| Finale \| \| 14. Oktober 1928 in Halden (Halden-Stadion) \| \| Ergebnis: 2:1 (1:1) \| \| Zuschauer: 6.717 \| \| Schiedsrichter: Paulus Nilsen \| \| Spielbericht \|  | SFK Lyn Oslo |
| FK Ørn                                      | Gunnar Jacobsen – Knut Ellingsrud, Ingar Pedersen – Yngvar Nustad, Kjell Halvorsen, Fritz Fritzon – Egil Jacobsen, Sverre Fredriksen, Gunnar Dahl, Oscar Thorstensen, Gudmund Fredriksen | Einar Nielsen – Niels Onstad, Per Skou – Gunnar Røvig, Egil Gram Tennefoss, Franz Josef Dahl – Frithjof Resberg, Arne Riberg, Jørgen Juve, Svein Johannessen, Erik Horn | SFK Lyn Oslo |
| FK Ørn                                      | 1:0 Sverre Fredriksen (1.) 2:1 Oscar Thorstensen (33.) | 1:1 Arne Riberg (30.) | SFK Lyn Oslo |
| Finale                                      | | |              |
| 14. Oktober 1928 in Halden (Halden-Stadion) | | |              |
| Ergebnis: 2:1 (1:1)                         | | |              |
| Zuschauer: 6.717                            | | |              |
| Schiedsrichter: Paulus Nilsen               | | |              |
| Spielbericht                                | | |              |